# Carl Magee
Carlton Cole Magee (Januari 1872 – Februari 1946) was een Amerikaanse advocaat en uitgever afkomstig uit Iowa. Hij is onder meer bekend om zijn uitvinding van de parkeermeter.

## Als ondernemer
Na zijn studie rechten richtte Magee in 1922 de krant 'Magee's Independent' op. De naam van het blad veranderde in 1923 in 'Mexico State Tribune' en in 1933 werd de naam 'Albuquerque Tribune'.
The Tribune hield in 2008 op met verschijnen. In 1935 was Magee lid van de Kamer van Koophandel van Oklahoma City. 
Magee was aanvankelijk lid van de Republikeinse Partij, maar sloot zich later aan bij de Democraten. Hij stelde zich kandidaat voor de Amerikaanse Senaat, maar bereikte zijn doel niet.

## Uitvinding parkeermeter
De explosieve toename van het autoverkeer in de jaren 30 leidde tot de nodige problemen in Oklahoma in verband met de beperkt aanwezige ruimte. Magee, die op dat moment lid was van de Kamer van Koophandel en verantwoordelijk voor Verkeerszaken, zag een gat in de markt. Hij liet een eenvoudige mechanische parkeermeter ontwerpen en vroeg er in mei 1935 patent op aan. In hetzelfde jaar richtte hij het bedrijf Magee-Hall Park-O-Meter op. 
Magee overleed in El Paso op 74-jarige leeftijd.